# Georg von Hauberrisser

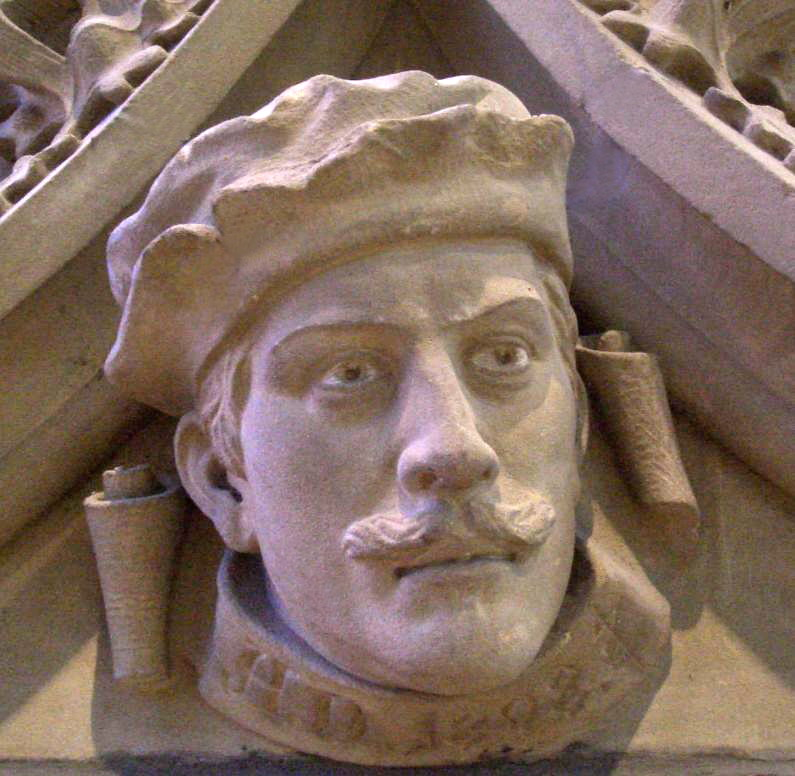
Bust de Hauberrisser a St. Paul

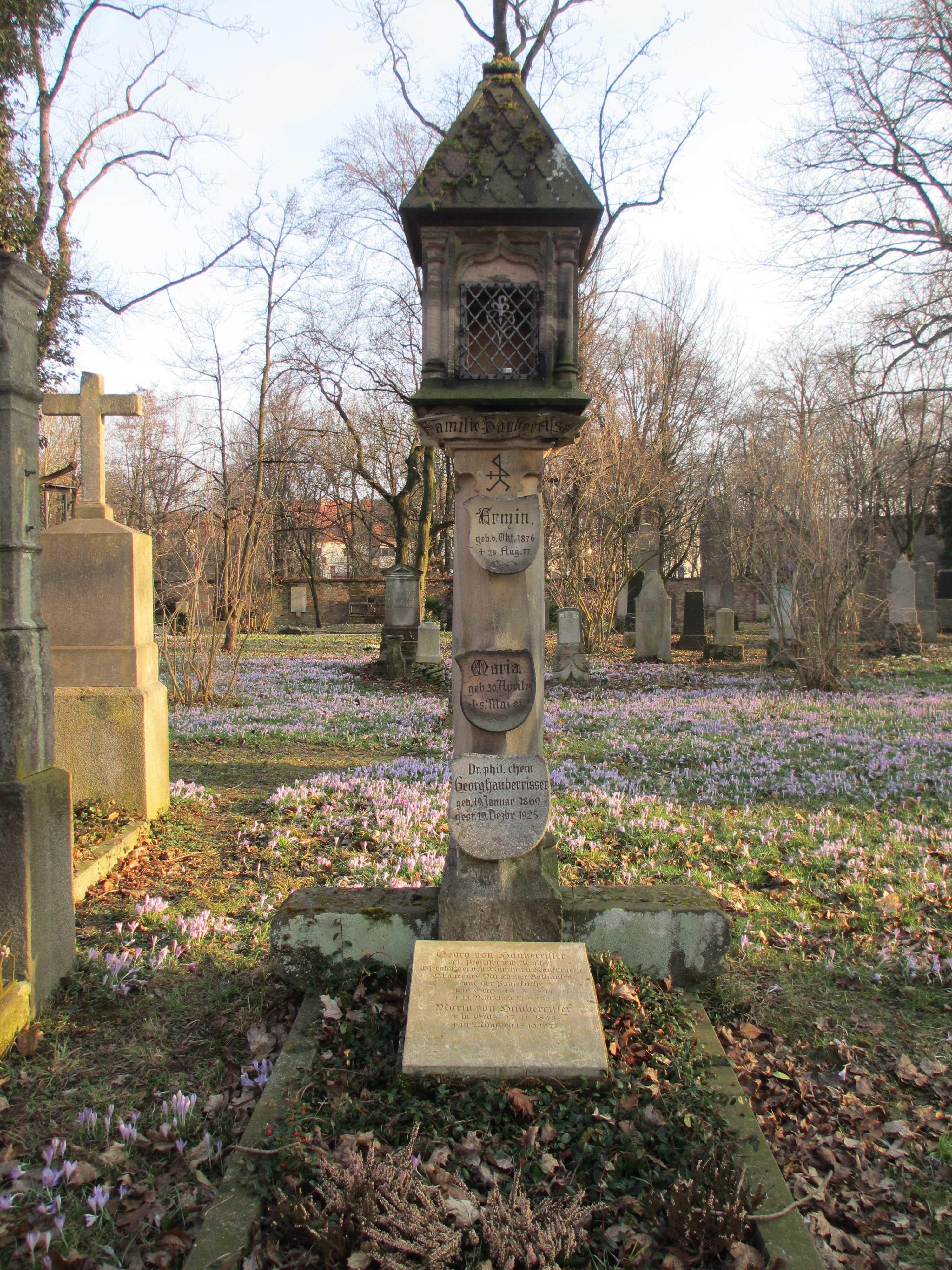
La tomba de Georg Hauberrisser al Vell Cementiri del Sud a Múnic

Georg Joseph Hauberrisser, des de 1901 Georg Ritter von Hauberrisser (Graz, 19 de març de 1841 - Múnic, 17 de maig de 1922) va ser un arquitecte d'origen austríac nacionalitzat alemany.

## Biografia
Representant del romanticisme alemany, va intentar durant la seva carrera arquitectònica de reprendre els cànons de diversos períodes històrics anteriors, per aconseguir una veritable reformulació estilística. L'edat mitjana va ser per a ell una de les fonts d'inspiració cada vegada més recurrent.
Va construir el Nou Ajuntament de Múnic inspirat per elements gòtics —que ràpidament es va convertir en un exemple per als seus contemporanis— i el Nou Ajuntament de Wiesbaden basat en l'arquitectura renaixentista.
Hauberisser també es distingeix per les seves obres religioses, com l'església de Sant Pau de Múnic.

## Distincions
- 1871: Medalla d'or a Múnic.
- 1873: Medalla d'Honor de l'Exposició Universal de Viena.
- 1874: Membre d'honor de l'Acadèmia de Belles arts de Múnic.
- 1876: Professor real de l'Acadèmia de Belles arts de Múnic.
- 1893: Medalla de l'Ordre de Maximilià per a la Ciència i les Arts.
- 1895: Petita medalla d'or a la Gran Exposició d'Art de Berlín.
- 1911: Dr. techn. h. c. de la Universitat Tècnica de Graz.
- Ordre de la Corona de Ferro Classe III.
- Reial orde de Prússia Classe III.
- Ciutadà honorari de Múnic.
- Ciutadà honorari de Kaufbeuren.

## Galeria d'imatges

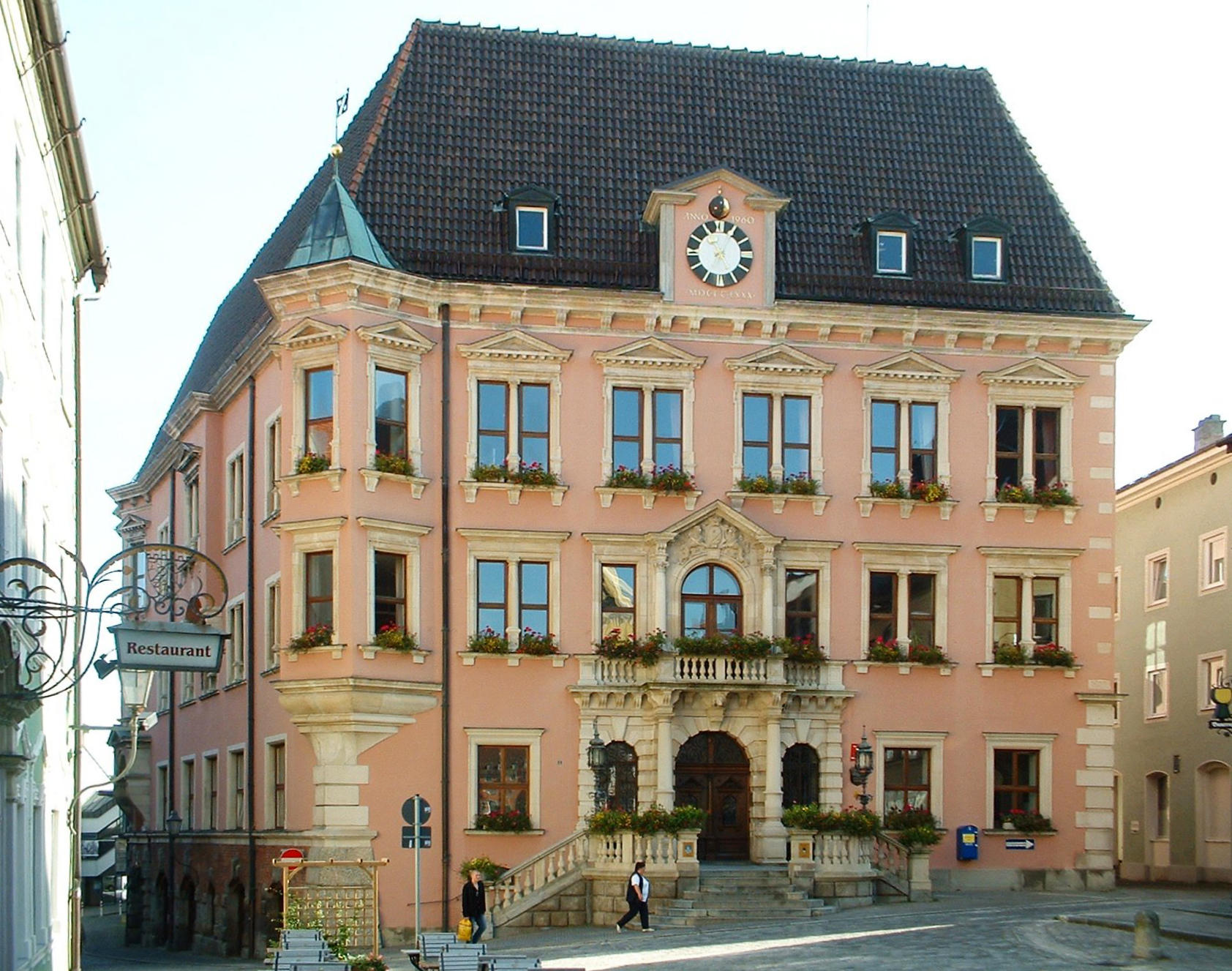
Ajuntament de Kaufbeuren
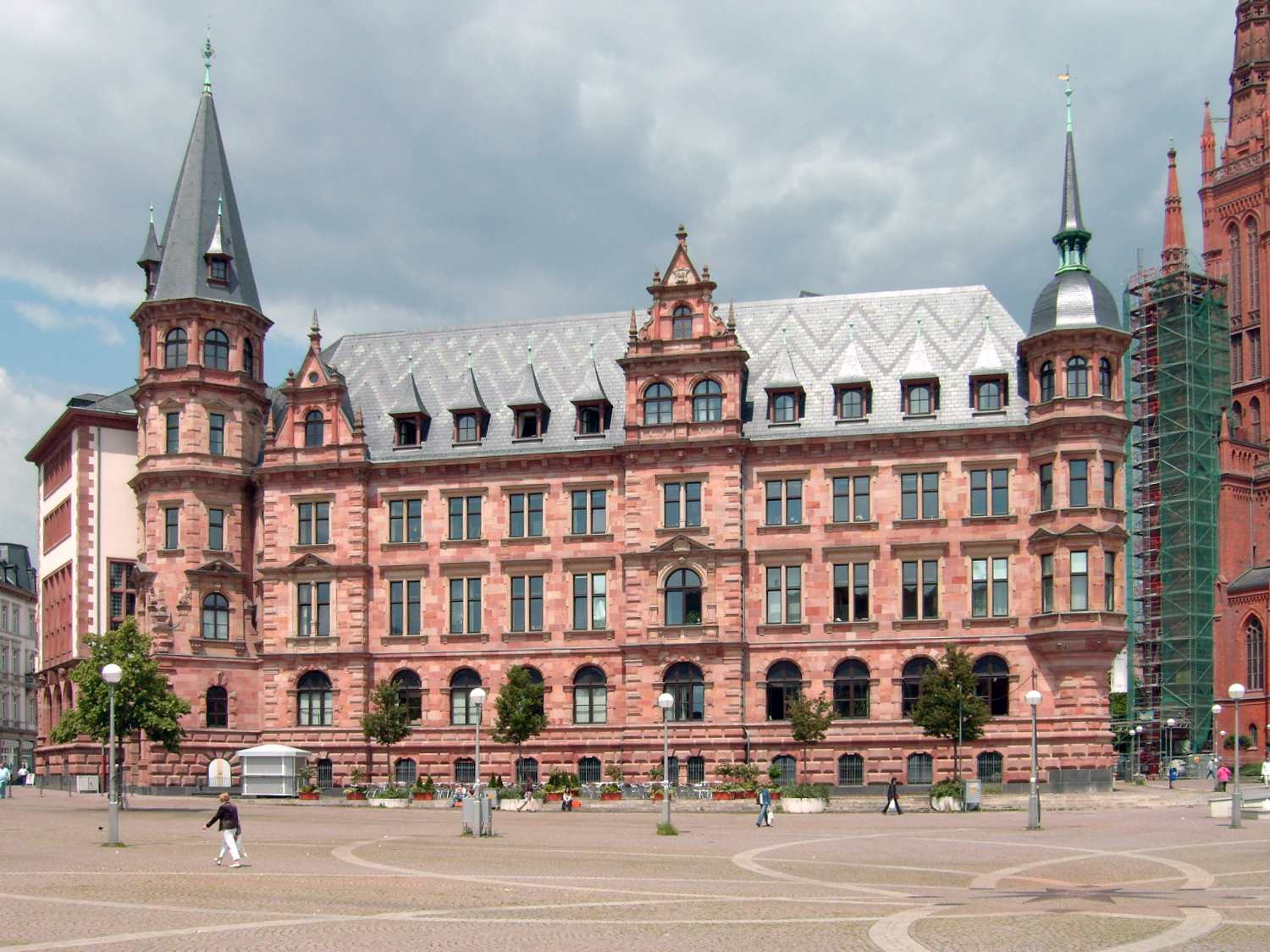
Nou Ajuntament de Wiesbaden
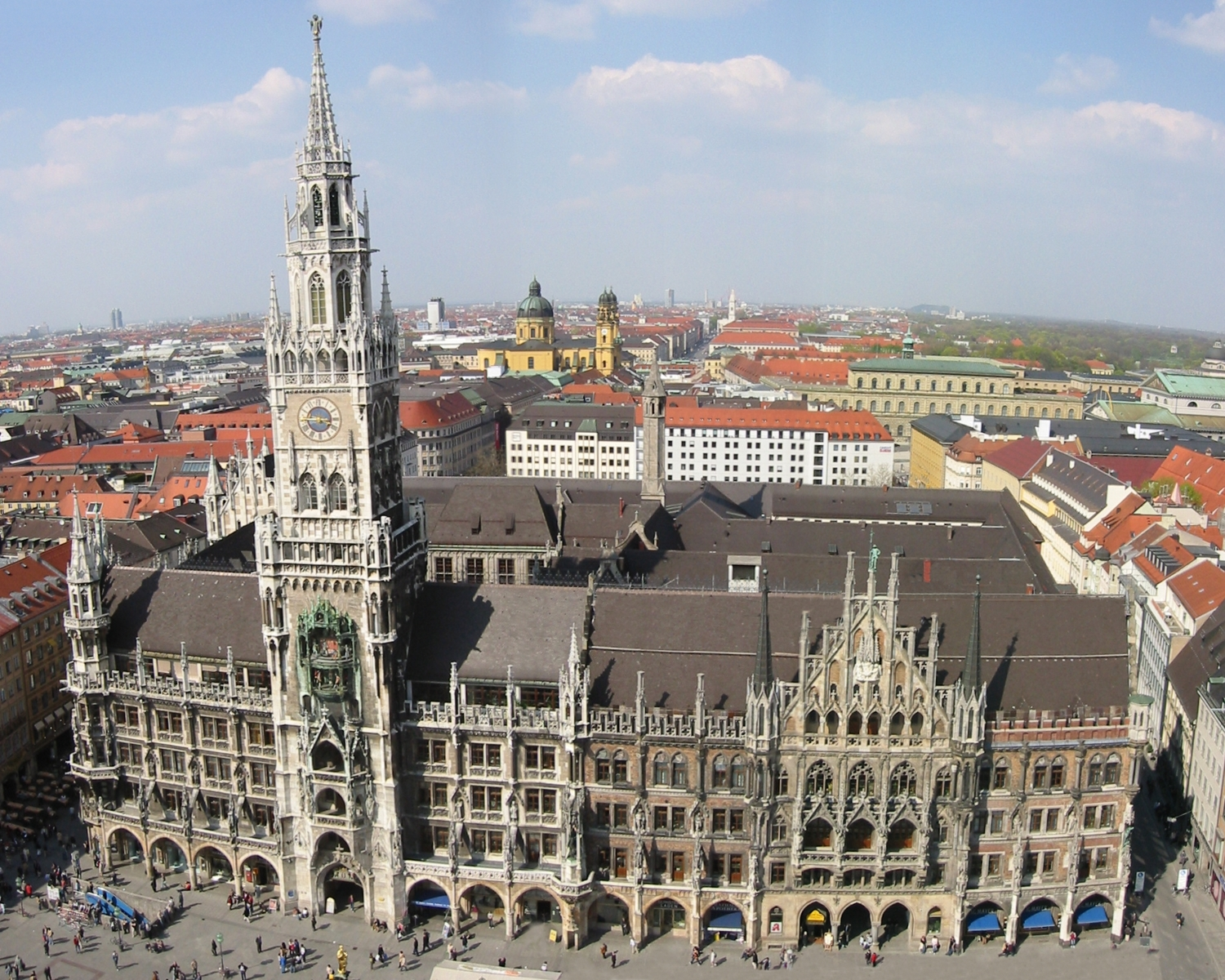
Nou Ajuntament de Múnic
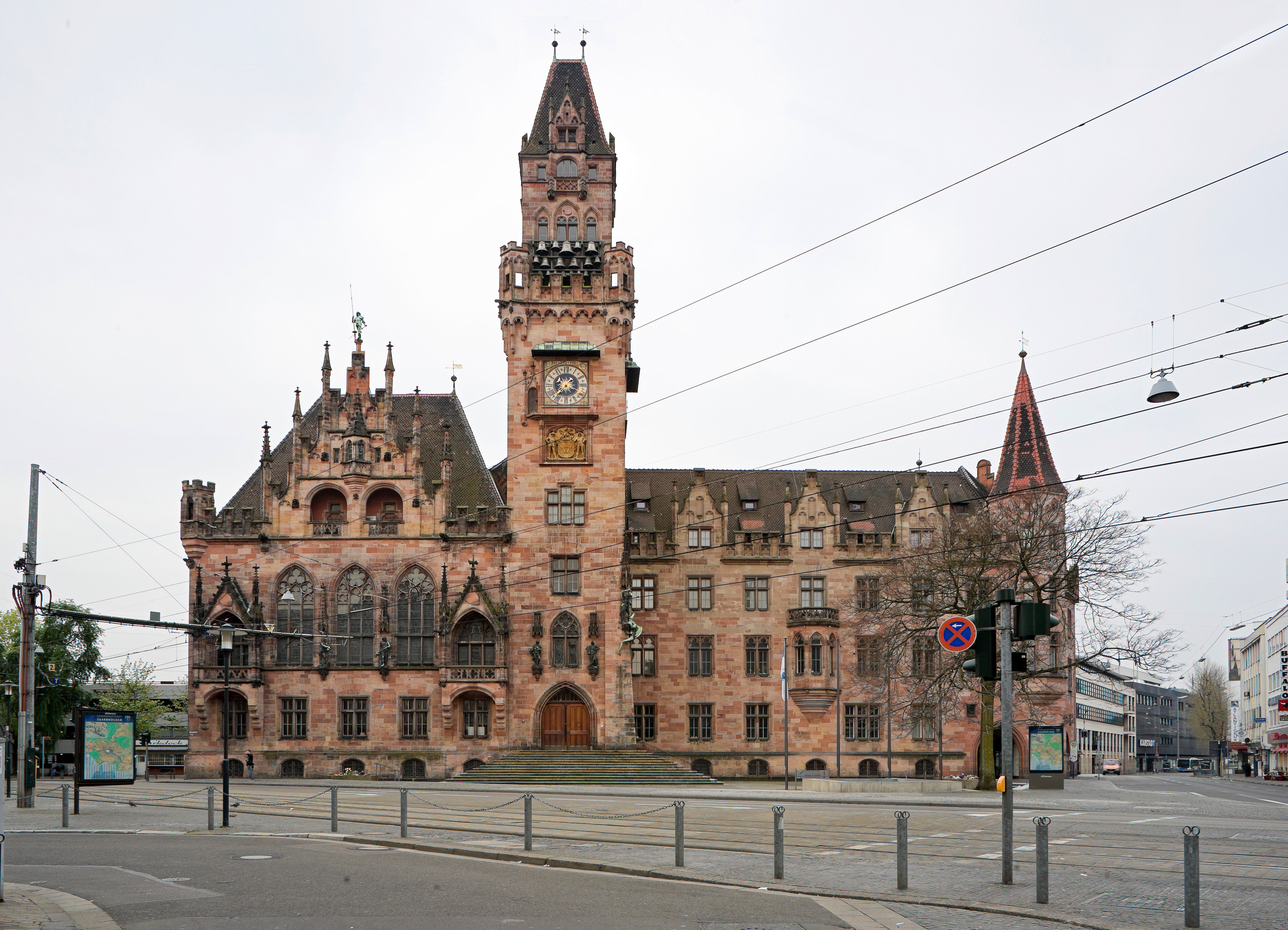
Saarbrücker Rathaus St. Johann

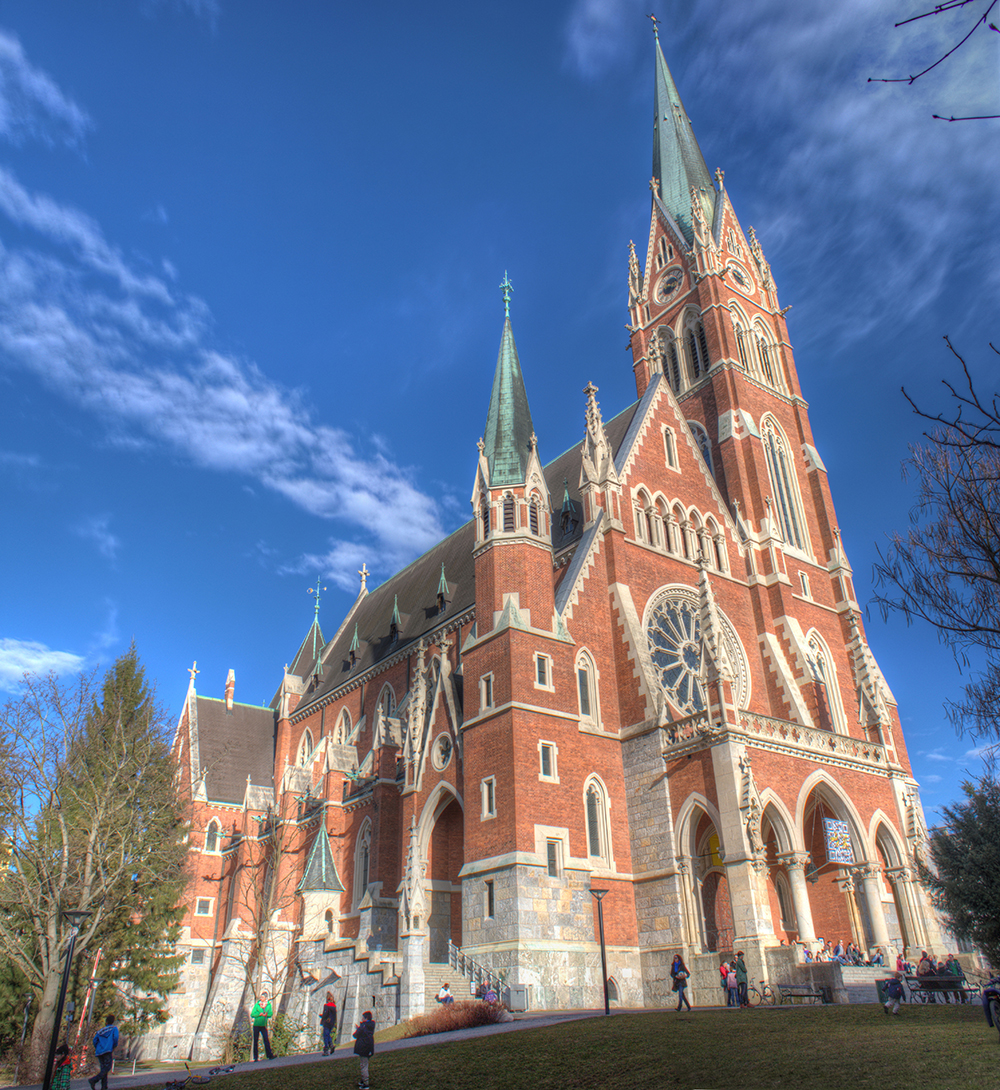
Església del Sagrat Cor de Jesús (Graz) (1881-1887; la direcció d'obres va ser de Robert Mikovics)
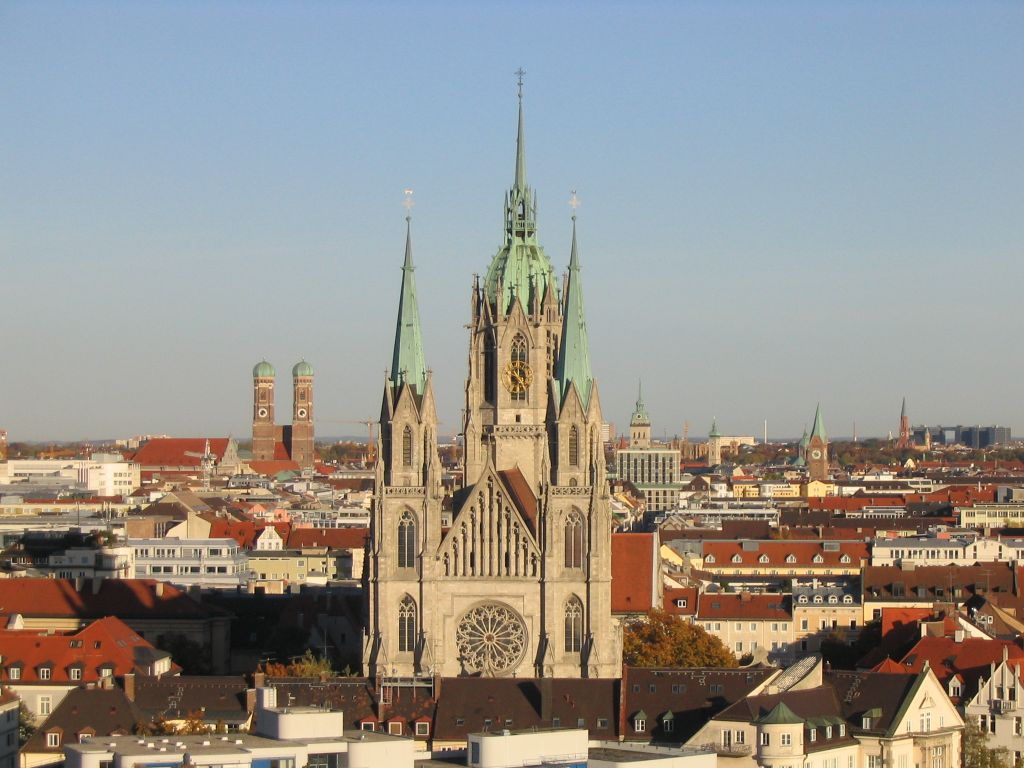
Església de Sant Pau (Múnic)
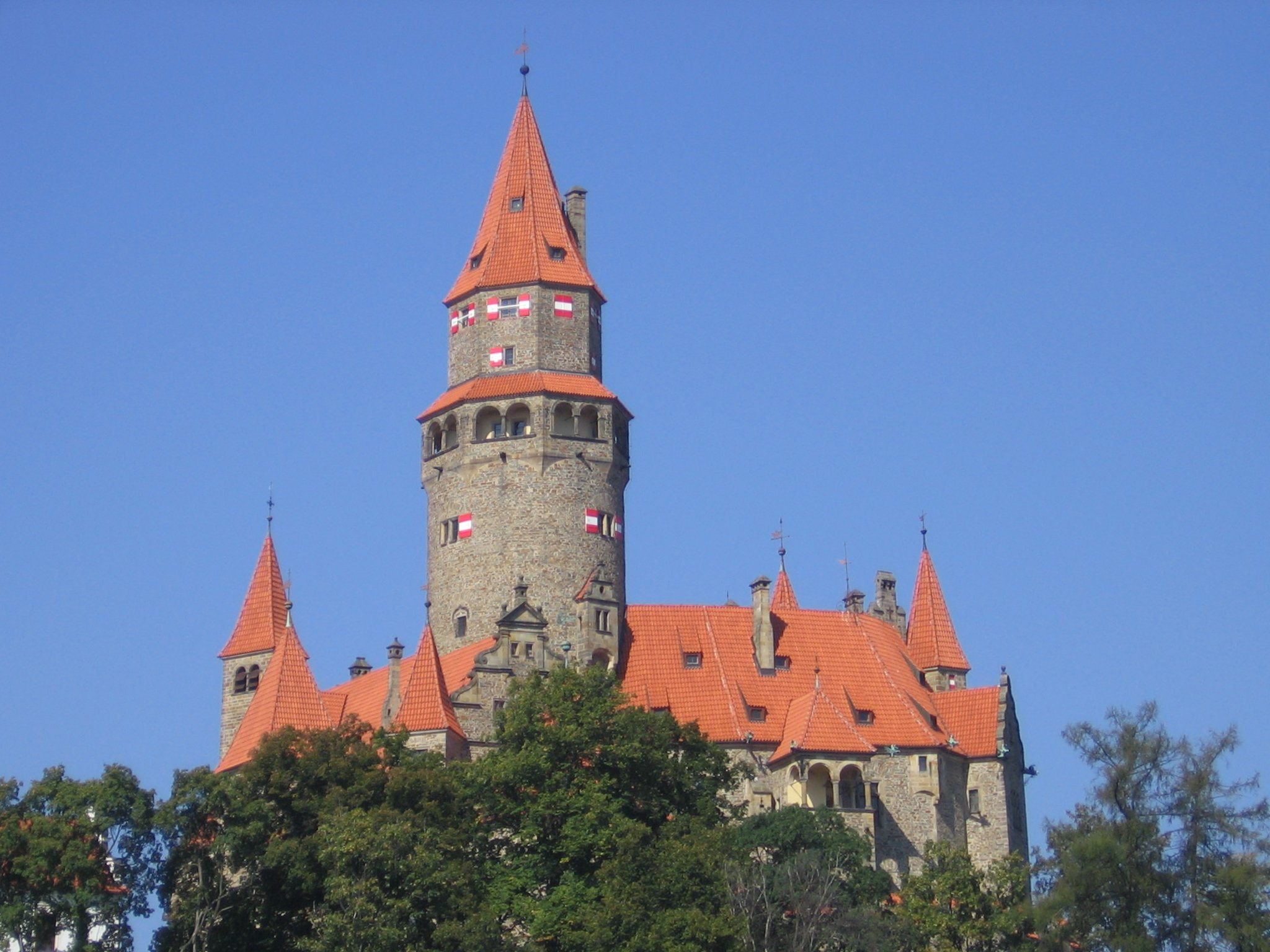
Castell de Bouzov (reconstrucció)
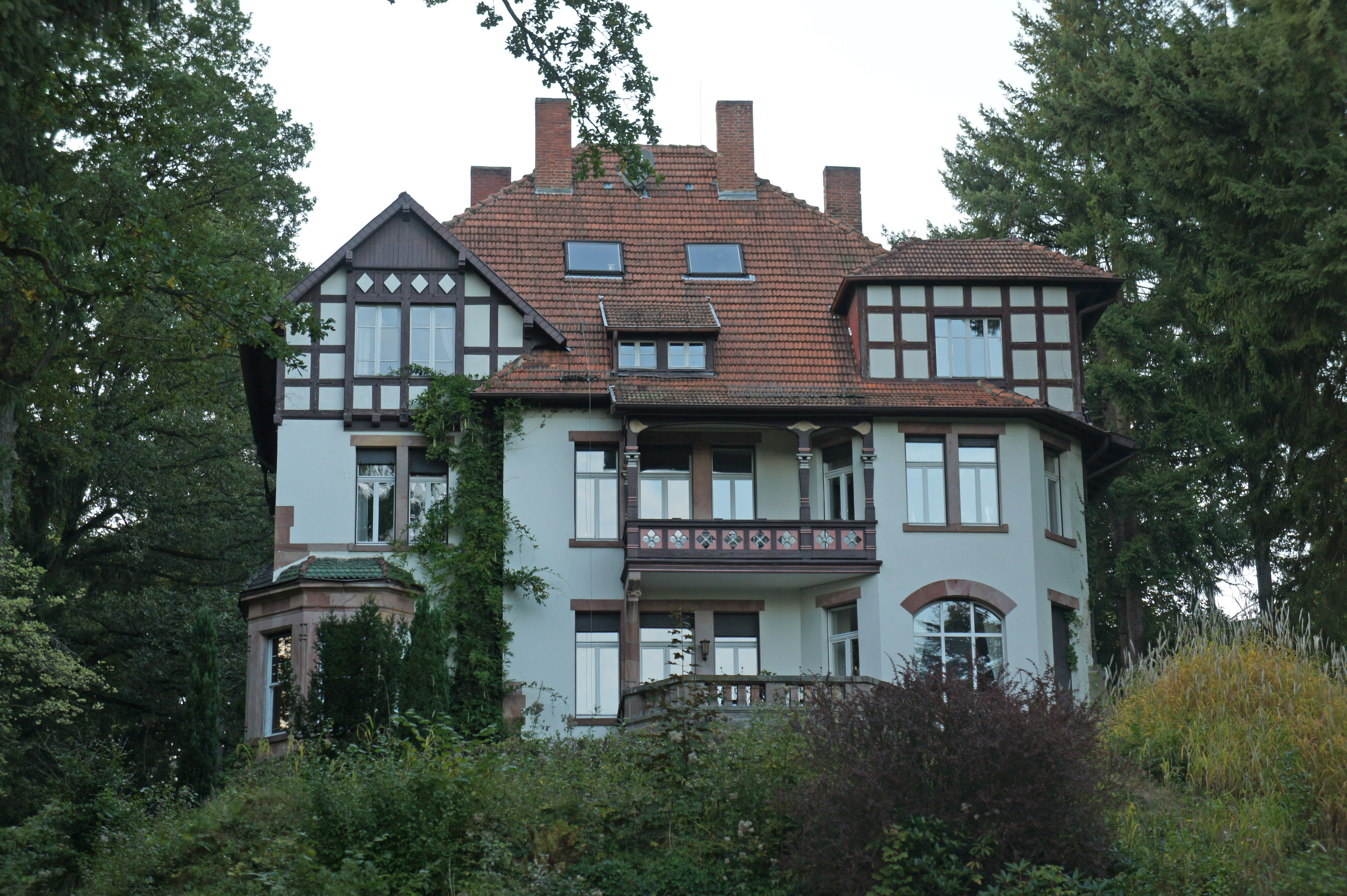
Gut Junkerwald am Weiher a Niederwürzbach